# Zac Guildford
Zachary Robert Guildford (Masterton, 8 febbraio 1989) è un rugbista a 15 neozelandese, tre quarti ala dei Crusaders in Super Rugby e campione del mondo nel 2011 con gli All Blacks.

## Biografia
Tra i più giovani professionisti del rugby neozelandese (esordì per Hawke's Bay a 18 anni appena compiuti) disputò nel 2007 il mondiale giovanile, e fu campione del mondo di categoria nell'edizione del 2009 in Giappone, anche se il giorno della vittoriosa finale di Tokyo contro l'Inghilterra perse suo padre, colpito da un infarto cardiaco sugli spalti durante l'incontro.
A fine 2009 esordì negli All Blacks a Cardiff contro il Galles e l'anno successivo passò alla franchise di Super Rugby dei Crusaders.
Fu, inoltre, parte della rosa neozelandese alla vittoriosa Coppa del Mondo di rugby 2011.

## Palmarès
- Coppe del mondo: 1
Nuova Zelanda: 2011